# Easthampton
Vista do monte Tom desde o centro de Easthampton
Localização de Massachusetts nos E.U.A.
Easthampton é uma cidade localizada no condado de Hampshire no estado estadounidense de Massachusetts. No Censo de 2010 tinha uma população de 16.053 habitantes e uma densidade populacional de 455,61 pessoas por km².

## Geografia
Easthampton encontra-se localizada nas coordenadas 42° 15′ 56″ N, 72° 40′ 15″ O. Segundo a Departamento do Censo dos Estados Unidos, Easthampton tem uma superfície total de 35.23 km², da qual 34.52 km² correspondem a terra firme e (2.02%) 0.71 km² é água.

## Demografia
Segundo o censo de 2010, tinha 16.053 pessoas residindo em Easthampton. A densidade populacional era de 455,61 hab./km². Dos 16.053 habitantes, Easthampton estava composto pelo 93.6% brancos, o 1.08% eram afroamericanos, o 0.19% eram amerindios, o 2.37% eram asiáticos, o 0.02% eram insulares do Pacífico, o 1.14% eram de outras raças e o 1.59% pertenciam a dois ou mais raças. Do total da população o 3.68% eram hispanos ou latinos de qualquer raça.